# Onthophagus erichsoni
Onthophagus erichsoni là một loài bọ cánh cứng trong họ Bọ hung (Scarabaeidae).